# Чудов, Максим Александрович
Ма́ксим Алекса́ндрович Чу́дов (род. 12 ноября 1982, Михайловка, Башкирская АССР) — российский биатлонист, трехкратный чемпион мира, бронзовый призер Олимпийских игр в Ванкувере (2010), трехкратный чемпион мира по летнему биатлону. Заслуженный мастер спорта России. В декабре 2013 года объявил о завершении спортивной карьеры.

## Карьера в биатлоне
- В биатлоне с 1998 года
- Тренеры — Никитин В. А., Падин А. В.
- Первый тренер — Ковалёв В. В.
- Марка лыж — Madshus. По ходу сезона 2009/2010 перешел на Fischer
- Модель винтовки — Anschutz
- Трёхкратный чемпион мира по летнему биатлону (Уфа — 2006, 2012).

### Достижения в начале карьеры
- Серебряный призёр чемпионата мира среди юниоров в гонке преследования (Риднау, Италия, 2002)
- Чемпион мира среди юниоров в гонке преследования и эстафете, бронзовый призёр — в спринте (Польша, 2003)
- Чемпион России (2003) в гонке преследования
- Чемпион России по летнему биатлону (2004) в спринте

### Выступления на Олимпийских играх
- Участвовал в Олимпиаде 2006, но не смог занять призовых мест.
- Бронзовый призёр Олимпиады 2010 в составе эстафетной команды.

### Выступления на Кубке мира

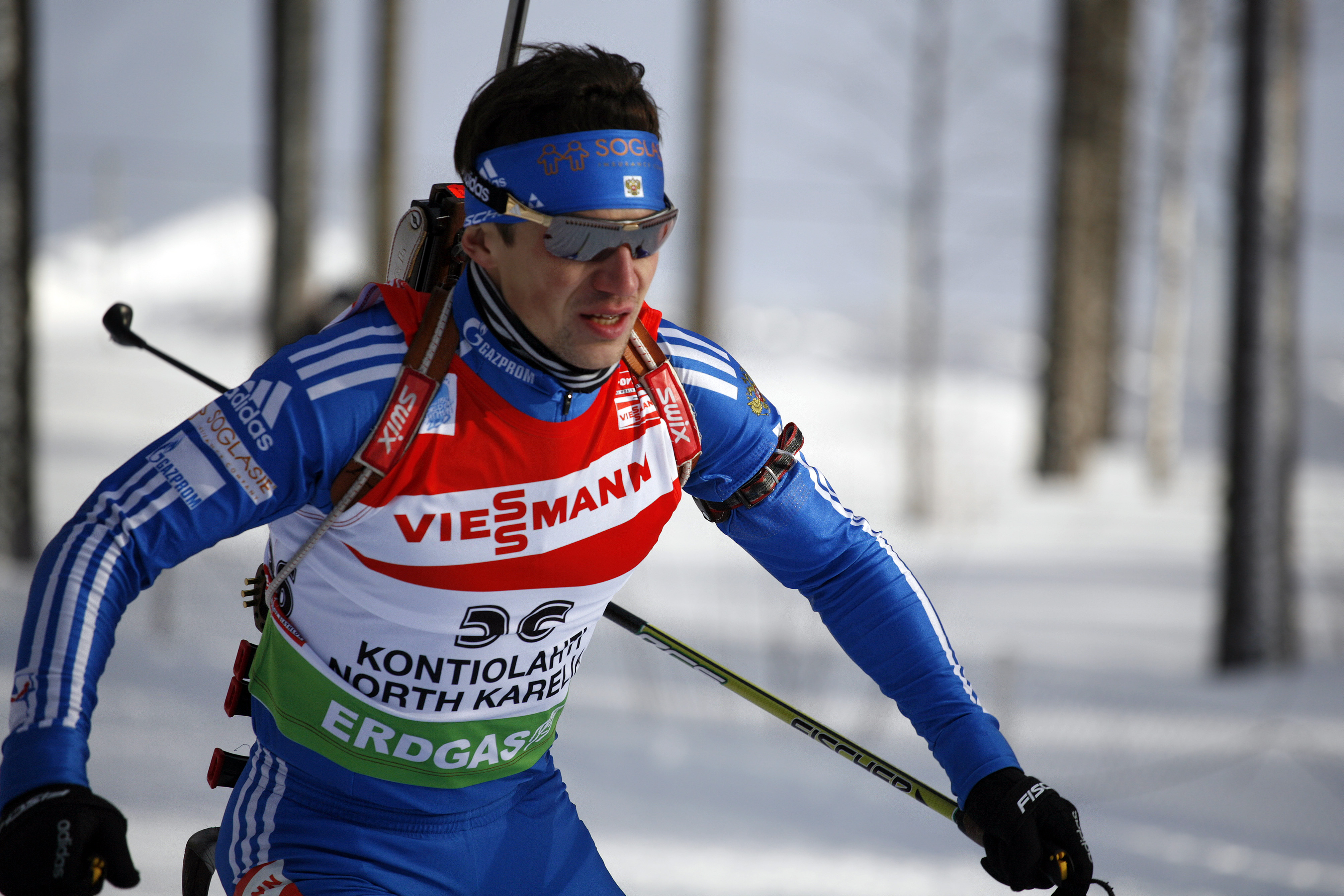
Максим Чудов. Мужской спринт 10 км, 13 марта 2010 года, Контиолахти.

- На этапах Кубка мира стал выступать с сезона 2004/2005.
- Впервые попал на подиум 18 декабря 2005 года на этапе Кубка мира в Осрблье, где стал вторым в индивидуальной гонке.
- Первую победу одержал 17 марта 2007 года в гонке преследования на этапе Кубка мира в Ханты-Мансийске.
- Первую награду чемпионата мира выиграл в 2007 году, завоевав серебряную медаль в гонке преследования.
- На чемпионате мира 2007 в составе мужской эстафетной команды выиграл первую в своей карьере золотую медаль.
- В сезоне 2007/2008 был одним из самых быстрых биатлонистов, за что получил прозвище Русская ракета.
- На чемпионате мира 2008 выиграл полный комплект медалей — два золота в спринте и эстафете, серебро в гонке преследования и бронзу в масс-старте.
- Также в составе эстафетной команды выиграл два золота на чемпионатах мира 2007 и 2008 года.
- Участник «золотой четвёрки» (Черезов, Чудов, Ярошенко, Круглов), ни разу в восьми стартах в сезонах 2006/2007 и 2007/2008 не опускавшейся ниже второго места, а также на двух подряд чемпионатах мира выигрывавшей золотые медали.
- На чемпионате мира 2009 выиграл серебряную медаль в гонке преследования. После финиша выяснилось, что ряд спортсменов, в том числе и одержавший победу в гонке Уле Айнер Бьёрндален, нарушили правила прохождения трассы, в связи с чем им было начислено по одной штрафной минуте. Таким образом, Максим Чудов переместился на первую позицию. Однако спустя три часа апелляционное жюри решило не начислять штрафные минуты, тем самым вернув золотую медаль Бьёрндалену и оставив Чудова серебряным призёром.
- Перед началом сезона 2009/2010 на Чудова возлагались надежды на хорошее выступление на Олимпиаде 2010. Однако произошло ухудшение результатов. Перед Олимпиадой Чудов только несколько раз попал в личных гонках в цветочную церемонию. На Олимпиаде в спринтерской гонке он занял 63 место и не смог отобраться в гонку преследования. После этого тренеры приняли решение отстранить его от остальных гонок и готовить к эстафете. Контрольную тренировку проиграл Виктору Васильеву, однако благодаря тренерскому решению всё же был включен в эстафету, на которой выступил на третьем этапе и стал бронзовым медалистом вместе с Иваном Черезовым, Антоном Шипулиным и Евгением Устюговым. Окончание сезона у него также не задалось. Он смог выиграть только один личный подиум — второе место в спринте. Также Чудов участвовал в смешанной эстафете, но ни разу не попал в тройку лидеров. По итогам сезона он занял 17 место в общем зачёте Кубка мира, несмотря на участие во всех гонках сезона.
- Сезон 2010/2011 оказался самым трудным в карьере. Его крайне непостоянная форма и неудовлетворительные результаты вылились в неучастие в эстафете на чемпионате мира в Ханты-Мансийске. Чудов пробежал индивидуальную гонку, где с идеальной стрельбой занял лишь 9 место, а также масс-старт, где стал последним. Это был третий масс-старт подряд, на котором он становился последним. В итоге — пропуск последнего этапа Кубка Мира в Норвегии и 25 место в общем зачете. По окончании сезона Максим не стал принимать участие в Чемпионате России и уехал на обследование в Германию.
- Сезон 2011/2012 пропустил ввиду травмы позвоночника.
- Сезон 2012/2013 начал в группе с Иваном Черезовым, Антоном Шипулиным и Максимом Максимовым под руководством Валерия Польховского в надежде пробиться в состав сборной и попасть на Олимпиаду в Сочи.

| 2010/2011 Итоги | 2010/2011 Итоги | Эстерсунд | Эстерсунд | Эстерсунд | Хохфильцен | Хохфильцен | Хохфильцен | Поклюка | Поклюка | Поклюка | Оберхоф | Оберхоф | Оберхоф | Рупольдинг | Рупольдинг | Рупольдинг | Антхольц | Антхольц | Антхольц | Преск-Айл | Преск-Айл | Преск-Айл | Форт-Кент | Форт-Кент | Форт-Кент | ЧМ Ханты-Мансийск | ЧМ Ханты-Мансийск | ЧМ Ханты-Мансийск | ЧМ Ханты-Мансийск | ЧМ Ханты-Мансийск | ЧМ Ханты-Мансийск | Холменколлен | Холменколлен | Холменколлен |
| Очков           | Место           | Инд       | Спр       | Пр        | Спр        | Пр         | Эст        | Инд     | Спр     | См      | Эст     | Спр     | МС      | Инд        | Спр        | Пр         | Спр      | МС       | Эст      | Спр       | См        | Пр        | Спр       | Пр        | МС        | См                | Спр               | Пр                | Инд               | Эст               | МС                | Спр          | Пр           | МС           |
| 370             | 25              | 17        | 26        | 55        | 18         | 14         | 13         | 35      | 49      | —       | 14      | 26      | 7       | 15         | 37         | 11         | 11       | 30       | 4        | 12        | 3         | 5         | 50        | DNS       | 30        | —                 | —                 | —                 | 9                 | —                 | 30                | —            | —            | —            |

| 2009/2010 Итоги | 2009/2010 Итоги | Эстерсунд | Эстерсунд | Эстерсунд | Хохфильцен | Хохфильцен | Хохфильцен | Поклюка | Поклюка | Поклюка | Оберхоф | Оберхоф | Оберхоф | Рупольдинг | Рупольдинг | Рупольдинг | Антхольц | Антхольц | Антхольц | ОИ Ванкувер | ОИ Ванкувер | ОИ Ванкувер | ОИ Ванкувер | ОИ Ванкувер | Контиолахти | Контиолахти | Контиолахти | Холменколлен | Холменколлен | Холменколлен | Ханты-Мансийск | Ханты-Мансийск | Ханты-Мансийск |
| Очков           | Место           | Инд       | Спр       | Эст       | Спр        | Пр         | Эст        | Инд     | Спр     | Пр      | Эст     | Спр     | МС      | Спр        | МС         | Эст        | Инд      | Спр      | Пр       | Спр         | Пр          | Инд         | МС          | Эст         | См          | Спр         | Пр          | Спр          | Пр           | МС           | Спр            | МС             | См             |
| 438             | 17              | 4         | 85        | 4         | 4          | 13         | 2          | DNS     | 73      | —       | 5       | 47      | 12      | 8          | 16         | 1          | 7        | 26       | 52       | 63          | —           | —           | —           | 3           | 5           | 13          | 22          | 2            | 15           | 8            | 57             | 17             | 4              |

| 2008/2009 Итоги | 2008/2009 Итоги | Эстерсунд | Эстерсунд | Эстерсунд | Хохфильцен | Хохфильцен | Хохфильцен | Хохфильцен | Хохфильцен | Хохфильцен | Оберхоф | Оберхоф | Оберхоф | Рупольдинг | Рупольдинг | Рупольдинг | Антхольц | Антхольц | Антхольц | ЧМ Пхёнчхан | ЧМ Пхёнчхан | ЧМ Пхёнчхан | ЧМ Пхёнчхан | ЧМ Пхёнчхан | ЧМ Пхёнчхан | Уистлер | Уистлер | Уистлер | Тронхейм | Тронхейм | Тронхейм | Ханты-Мансийск | Ханты-Мансийск | Ханты-Мансийск |
| Очков           | Место           | Инд       | Спр       | Пр        | Спр        | Пр         | Эст        | Инд        | Спр        | Эст        | Эст     | Спр     | МС      | Эст        | Спр        | Пр         | Спр      | Пр       | МС       | Спр         | Пр          | Инд         | См          | МС          | Эст         | Инд     | Спр     | Эст     | Спр      | Пр       | МС       | Спр            | Пр             | МС             |
| 780             | 5               | 13        | 25        | 12        | 7          | 14         | 1          | 1          | 33         | DSQ        | DSQ     | 1       | 5       | DSQ        | 10         | 20         | 13       | 15       | 6        | 5           | 2           | 10          | 5           | 7           | 6           | 15      | 27      | 7       | 4        | 24       | 13       | 12             | 12             | 18             |

| 2007/2008 Итоги | 2007/2008 Итоги | Контиолахти | Контиолахти | Контиолахти | Хохфильцен | Хохфильцен | Хохфильцен | Поклюка | Поклюка | Поклюка | Оберхоф | Оберхоф | Оберхоф | Рупольдинг | Рупольдинг | Рупольдинг | Антхольц | Антхольц | Антхольц | ЧМ Эстерсунд | ЧМ Эстерсунд | ЧМ Эстерсунд | ЧМ Эстерсунд | ЧМ Эстерсунд | ЧМ Эстерсунд | Пхёнчхан | Пхёнчхан | Пхёнчхан | Ханты-Мансийск | Ханты-Мансийск | Ханты-Мансийск | Холменколлен | Холменколлен | Холменколлен |
| Очков           | Место           | Инд         | Спр         | Пр          | Спр        | Пр         | Эст        | Инд     | Спр     | Эст     | Эст     | Спр     | МС      | Эст        | Спр        | Пр         | Спр      | Пр       | МС       | Спр          | Пр           | См           | Инд          | МС           | Эст          | Спр      | Пр       | См       | Спр            | Пр             | МС             | Спр          | Пр           | МС           |
| 541             | 7               | 3           | 44          | 6           | 6          | 26         | 2          | 46      | 64      | 1       | 2       | 8       | 5       | 2          | 2          | 2          | 12       | 9        | 4        | 1            | 2            | —            | 5            | 3            | 1            | 33       | DNS      | —        | —              | —              | —              | —            | —            | —            |

| 2006/2007 Итоги | 2006/2007 Итоги | Эстерсунд | Эстерсунд | Эстерсунд | Хохфильцен | Хохфильцен | Хохфильцен | Хохфильцен | Хохфильцен | Хохфильцен | Оберхоф | Оберхоф | Оберхоф | Рупольдинг | Рупольдинг | Рупольдинг | Поклюка | Поклюка | Поклюка | ЧМ Антхольц | ЧМ Антхольц | ЧМ Антхольц | ЧМ Антхольц | ЧМ Антхольц | ЧМ Антхольц | Лахти | Лахти | Лахти | Холменколлен | Холменколлен | Холменколлен | Ханты-Мансийск | Ханты-Мансийск | Ханты-Мансийск |
| Очков           | Место           | Инд       | Спр       | Пр        | Спр        | Пр         | Эст        | Спр        | Спр        | Эст        | Эст     | Спр     | Пр      | Эст        | Спр        | МС         | Спр     | Пр      | МС      | Спр         | Пр          | Инд         | См          | Эст         | МС          | Инд   | Спр   | Пр    | Инд          | Пр           | МС           | Спр            | Пр             | МС             |
| 518             | 12              | 14        | 9         | 7         | 50         | 15         | 1          | 2          | 27         | 2          | 1       | 7       | 3       | 2          | 12         | 20         | 25      | DNS     | 15      | 13          | 2           | —           | 9           | 1           | 22          | 10    | 49    | 18    | 50           | DNS          | 10           | 2              | 1              | 23             |

| 2005/2006 Итоги | 2005/2006 Итоги | Эстерсунд | Эстерсунд | Эстерсунд | Хохфильцен | Хохфильцен | Хохфильцен | Осрблье | Осрблье | Осрблье | Оберхоф | Оберхоф | Оберхоф | Рупольдинг | Рупольдинг | Рупольдинг | Антхольц | Антхольц | Антхольц | ОИ Турин | ОИ Турин | ОИ Турин | ОИ Турин | ОИ Турин | Поклюка | Поклюка | Поклюка | Контиолахти | Контиолахти | Контиолахти | Холменколлен | Холменколлен | Холменколлен |
| Очков           | Место           | Спр       | Пр        | Эст       | Инд        | Спр        | Эст        | Инд     | Спр     | Пр      | Эст     | Спр     | МС      | Эст        | Спр        | Пр         | Спр      | Пр       | МС       | Инд      | Спр      | Пр       | Эст      | МС       | Спр     | Пр      | См      | Спр         | Пр          | МС          | Спр          | Пр           | МС           |
| 429             | 13              | 21        | 35        | —         | —          | 30         | —          | 2       | 8       | 30      | —       | 3       | 4       | —          | —          | —          | 3        | 7        | 7        | 32       | 9        | 9        | —        | 15       | 50      | 45      | 16      | 13          | 12          | 26          | 73           | —            | 7            |

| 2004/2005 Итоги | 2004/2005 Итоги | Бейтостолен | Бейтостолен | Бейтостолен | Холменколлен | Холменколлен | Холменколлен | Эстерсунд | Эстерсунд | Эстерсунд | Оберхоф | Оберхоф | Оберхоф | Рупольдинг | Рупольдинг | Рупольдинг | Антхольц | Антхольц | Антхольц | Сан-Сикарио | Сан-Сикарио | Сан-Сикарио | Поклюка | Поклюка | Поклюка | ЧМ Хохфильцен | ЧМ Хохфильцен | ЧМ Хохфильцен | ЧМ Хохфильцен | ЧМ Хохфильцен | Ханты-Мансийск | Ханты-Мансийск | Ханты-Мансийск | Ханты-Мансийск |
| Очков           | Место           | Спр         | Пр          | Эст         | Инд          | Спр          | Пр           | Спр       | Пр        | МС        | Эст     | Спр     | Пр      | Эст        | Спр        | Пр         | Инд      | Спр      | Пр       | Инд         | Спр         | Эст         | Спр     | Пр      | МС      | Спр           | Пр            | Инд           | Эст           | МС            | Спр            | Пр             | МС             | См             |
| 38              | 60              | —           | —           | —           | —            | —            | —            | —         | —         | —         | —       | —       | —       | —          | —          | —          | —        | 29       | 48       | 47          | 15          | —           | 31      | 13      | —       | 36            | 31            | —             | —             | —             | 53             | 44             | —              | —              |

## Награды и звания

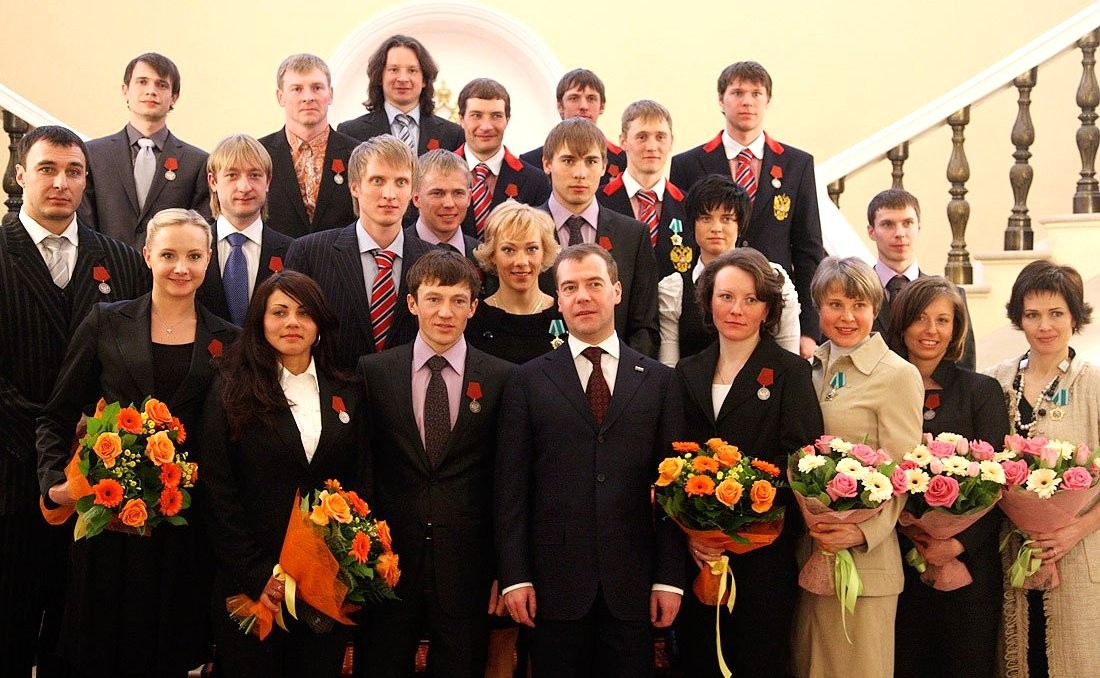
Президент России Дмитрий Медведев с чемпионами и призёрами Олимпийских игр 2010 года в Ванкувере, 15 марта 2010

- Медаль ордена «За заслуги перед Отечеством» II степени (5 марта 2010 года) — за большой вклад в развитие физической культуры и спорта, высокие спортивные достижения на Играх XXI Олимпиады 2010 года в Ванкувере[3]
- Заслуженный мастер спорта России
- Орден Дружбы народов (Башкортостан, 2010 год)[4]

## Другое
Член партии «Единая Россия» с 2008 года.
Мэр дополнительной горной олимпийской деревни во время Олимпийских игр 2014 года в Сочи.